# آندرس آنولت
آندرس آنولت (استونیایی: Andres Anvelt؛ زادهٔ ۳۰ سپتامبر ۱۹۶۹) سیاستمدار اهل استونی است. وی از سال ۲۰۱۶ تا ۲۰۱۸ وزیر کشور استونی و از سال ۲۰۰۳ تا ۲۰۰۶ مدیر کالج پلیس آکادمی علوم امنیتی استونی بوده است.